# Clarke Peters
Peter Clarke (Nueva York, 7 de abril de 1952), más conocido como Clarke Peters, es un actor, cineasta y cantante estadounidense, popular por sus papeles como Lester Freamon y Albert "Big Chief" Lambreaux en las series de HBO The Wire y Treme. Ha aparecido además en otras producciones para televisión como Person of Interest y The Divide, y en el largometraje de Spike Lee Da 5 Bloods.

## Filmografía

### Cine
| Año  | Título                                    | Papel                      | Notas                 |
| ---- | ----------------------------------------- | -------------------------- | --------------------- |
| 1979 | The Music Machine                         | Laurie                     | Debut cinematográfico |
| 1980 | Silver Dream Racer                        | Cider Jones                |                       |
| 1981 | Outland                                   | Sargento Ballard           |                       |
| 1986 | Mona Lisa                                 | Anderson                   |                       |
| 1996 | Seasick                                   | Pounds                     |                       |
| 1999 | Notting Hill                              | Actor                      |                       |
| 2001 | K-Pax                                     | Veterano                   |                       |
| 2003 | Head of State                             |                            |                       |
| 2006 | Freedomland                               | Reverendo Longway          |                       |
| 2008 | The Poker House                           | Maurice                    |                       |
| 2008 | Gigantic                                  | Roger Stovall              |                       |
| 2008 | Turnipseed                                |                            |                       |
| 2008 | Marley & Me                               | Editor                     |                       |
| 2009 | Endgame                                   | Nelson Mandela             |                       |
| 2009 | Brief Interviews with Hideous Men         | Sujeto #31                 |                       |
| 2009 | Nativity!                                 |                            |                       |
| 2010 | Locked In                                 | Frank                      |                       |
| 2011 | Searching for Sonny                       | Narrador                   |                       |
| 2012 | Red Hook Summer                           | Da Good Bishop Enoch Rouse |                       |
| 2014 | John Wick                                 | Harry                      |                       |
| 2014 | The Best of Me                            | Morgan Dupree              |                       |
| 2015 | The Benefactor                            | Dr. Romano                 |                       |
| 2015 | The Bad Education Movie                   | Andrews                    |                       |
| 2017 | Division 19                               | Perelman                   |                       |
| 2017 | Three Billboards Outside Ebbing, Missouri | Abercrombie                |                       |
| 2018 | An Acceptable Loss                        | Phillip Lamm               |                       |
| 2019 | Harriet                                   | Ben Ross                   |                       |
| 2019 | The Mandela Effect                        | Dr. Fuchs                  |                       |
| 2020 | Come Away                                 | Mad Hatter                 |                       |
| 2020 | Da 5 Bloods                               | Otis                       |                       |
| 2022 | I Wanna Dance with Somebody               | John Houston               |                       |

### Televisión
| Año        | Título                                        | Papel                        | Notas        |
| ---------- | --------------------------------------------- | ---------------------------- | ------------ |
| 1980–1984  | Play for Today                                | Yankee Billy / Stevie        | 2 episodios  |
| 1983       | The Professionals                             | Presidente Ojuka             | 1 episodio   |
| 1983       | Saigon: Year of the Cat                       | Soldado                      | Telefilme    |
| 1985       | Travelling Man                                | Alan Downing                 | 1 episodio   |
| 1989       | Red King, White Knight                        | Jones                        | Telefilme    |
| 1989       | Frederick Forsyth Presents: A Casualty of War | Grover T. Fleming            | Telefilme    |
| 1991       | El C.I.D.                                     | Sultan                       | 1 episodio   |
| 1992       | A Masculine Ending                            | Theo Sykes                   | Telefilme    |
| 1993       | Death Train                                   | C.W. Whitlock                | Telefilme    |
| 1993       | Between the Lines                             | Mr. Banthorpe                | 1 episodio   |
| 1994       | Murder Most Horrid                            | Americano                    | 1 episodio   |
| 1995       | Chandler & Co                                 | Jasper                       | 1 episodio   |
| 1996       | French and Saunders                           | Johnny Cochrane              | 1 episodio   |
| 1998       | Jonathan Creek                                | Hewie Harper                 | 2 episodios  |
| 2000       | The Corner                                    | Fat Curt                     | 6 episodios  |
| 2000       | Oz                                            | Afsana                       | 1 episodio   |
| 2002       | Night and Day                                 | Gabriel Huysman              | 3 episodios  |
| 2002–2008  | The Wire                                      | Lester Freamon               | 55 episodios |
| 2003       | Waking the Dead                               | Howard Boorstin              | 2 episodios  |
| 2003, 2016 | American Masters                              | Narrador                     | 1 episodio   |
| 2005       | Law & Order: Trial by Jury                    | Rex da Silva                 | 1 episodio   |
| 2007       | Meadowlands                                   | Padre de Samantha            | 1 episodio   |
| 2008       | Life on Mars                                  | Bellow                       | 2 episodios  |
| 2009       | Damages                                       | Dave Pell                    | 8 episodios  |
| 2009       | In Plain Sight                                | Norman Baker / Norman Danzer | 1 episodio   |
| 2009       | Great Performances                            | Walter de Courcy             | 1 episodio   |
| 2009       | Holby City                                    | Derek Newman                 | 5 episodios  |
| 2009       | Dreamland                                     | Voz                          | 4 episodios  |
| 2010       | Covert Affairs                                | Dr. Mark Ramsay              | 1 episodio   |
| 2010–2013  | Treme                                         | Albert Lambreaux             | 35 episodios |
| 2011       | Archer                                        | Popeye                       | 2 episodios  |
| 2011       | Memphis Beat                                  | Fred                         | 1 episodio   |
| 2012–2013  | Person of Interest                            | Alonzo Quinn                 | 11 episodios |
| 2013       | Blue Bloods                                   | Nathan Anderson              | 1 episodio   |
| 2014       | True Detective                                | Ministro                     | 1 episodio   |
| 2014       | Death in Paradise                             | Marlon Croft                 | 1 episodio   |
| 2014       | The Divide                                    | Isaiah Page                  | 8 episodios  |
| 2015       | Forever                                       | Jerry Charters               | 1 episodio   |
| 2015       | London Spy                                    | Americano                    | 1 episodio   |
| 2015       | Midsomer Murders                              | Frank Wainwright             | 1 episodio   |
| 2015       | Partners in Crime                             | Julius Hersheimmer           | 3 episodios  |
| 2015       | Show Me a Hero                                | Robert Mayhawk               | 2 episodios  |
| 2015       | London Spy                                    | Americano                    | 1 episodio   |
| 2015       | Jessica Jones                                 | Oscar Clemons                | 4 episodios  |
| 2016       | Jericho                                       | Ralph Coates                 | 8 episodios  |
| 2016       | Underground                                   | Jay                          | 3 episodios  |
| 2016       | The Tunnel                                    | Sonny Persaud                | 4 episodios  |
| 2016–2017  | Chance                                        | Carl Allan                   | 9 episodios  |
| 2016       | People of Earth                               | Ronald                       | 1 episodio   |
| 2017       | The Blacklist: Redemption                     | Richard Whitehall            | 2 episodios  |
| 2017       | The Deuce                                     | Melvin "Ace"                 | 1 episodio   |
| 2018       | Bulletproof                                   | Ronald Pike                  | 6 episodios  |
| 2018       | Love Is                                       | Yasir                        | 10 episodios |
| 2019       | His Dark Materials                            | Dr. Carne                    | 2 episodios  |
| 2019       | Christmas Under the Stars                     | Clem                         | Telefilme    |
| 2021       | La Fortuna                                    | Jonas Pierce                 | 6 episodios  |